# Grantsburg (condado de Burnett, Wisconsin)
Grantsburg es un pueblo ubicado en el condado de Burnett en el estado estadounidense de Wisconsin. En el Censo de 2010 tenía una población de 1.136 habitantes y una densidad poblacional de 12,04 personas por km².

## Geografía
Grantsburg se encuentra ubicado en las coordenadas 45°45′59″N 92°43′5″O / 45.76639, -92.71806. Según la Oficina del Censo de los Estados Unidos, Grantsburg tiene una superficie total de 94.32 km², de la cual 92.25 km² corresponden a tierra firme y (2.2%) 2.07 km² es agua.

## Demografía
Según el censo de 2010, había 1.136 personas residiendo en Grantsburg. La densidad de población era de 12,04 hab./km². De los 1.136 habitantes, Grantsburg estaba compuesto por el 96.39% blancos, el 0.62% eran afroamericanos, el 0.97% eran amerindios, el 0.44% eran asiáticos, el 0% eran isleños del Pacífico, el 0.44% eran de otras razas y el 1.14% pertenecían a dos o más razas. Del total de la población el 2.11% eran hispanos o latinos de cualquier raza.